# Simulium decimfiliatum
Simulium decimfiliatum är en tvåvingeart som först beskrevs av Rubtsov 1956.  Simulium decimfiliatum ingår i släktet Simulium och familjen knott. Inga underarter finns listade i Catalogue of Life.